# Stefan Kurath
Stefan Kurath (* 29. Januar 1976 in Thusis) ist ein Schweizer Architekt, Urbanist und Hochschullehrer.

## Werdegang
Stefan Kurath studierte Architektur an der ZHAW Winterthur und an der Academie van Bouwkunst Amsterdam. Es folgte ein Studium in Landschaftsarchitektur an der ETH Zürich. Er promovierte in Stadtplanung an der HafenCity Universität Hamburg (HCU) mit der Auszeichnung Summa cum laude.
Kurath lehrte und forschte als Assistent von Marc Angélil an der ETH Zürich und seit 2012 als Professor für Architektur und Entwerfen am Departement Architektur, Gestaltung und Bauingenieurwesen der ZHAW Winterthur. Er ist zusammen mit Peter Jenni Gewinner des mit 10'000 Franken dotierten CS-ZHAW-Awards für herausragende Lehre (Lehrpreis 2013). Im Februar 2014 hat Stefan Kurath zusammen mit Regula Iseli die Leitung des Instituts Urban Landscape der ZHAW von Max Bosshard übernommen.
Stefan Kurath befasst sich in seiner eigenen Forschungsarbeit mit den Grenzen und Chancen der architektonischen und städtebaulichen Praxis. Unter anderem ist seine empirische Arbeit über die Stadtlandschaften von heute von Thomas Sieverts, Hartmut Leser und Köbi Gantenbein gewürdigt worden. Stefan Kurath ist Verfasser zahlreicher weiterer Bücher und Artikel zum Thema Architektur, Städtebau und Raumforschung. Zudem hält er Gastvorträge an Hochschulen in der Schweiz und im Ausland und ist gleichsam als Gastkritiker tätig. Die Stadt Bauwelt zählt Stefan Kurath im Zusammenhang mit Fragen zur nachhaltigen europäischen Stadt europaweit zu den Experten.
Stefan Kurath war 2010 bis 2018 als Vorstandsmitglied der Sektion Zürich des Schweizerischen Ingenieur- und Architektenvereins (SIA), sowie 2012 bis 2015 als Vorstandsmitglied der Zürcher Studiengesellschaft für Bau- und Verkehrsfragen tätig.

## Bauten
Kurath arbeitet in Zürich und mit Ivano Iseppi in Graubünden zusammen.
- Viamala Raststätte, Thusis
- Abbundhalle Mani, Pignia
- Besucherzentrum der Via-Mala-Schlucht[6][7][8]

## Publikationen (Auswahl)
- Baukultur mit Bestand. Gedanken über einen dringend notwendigen Paradigmawechsel im Denken, Planen und Miteinander des Weiterbauens. Triest Verlag, Zürich 2025. ISBN 978-3-03863-086-9.
- mit Patric Furrer, Andreas Jud (Hg.): Digitalisierung und Architektur in Lehre und Praxis Triest Verlag, Zürich 2022. ISBN 978-3-03863-071-5.
- jetzt: die Architektur! Über Gegenwart und Zukunft architektonischer Praxis. Park Books, Zürich 2022. ISBN 978-3-03860-242-2.
- mit Andri Gerber, Regula Iseli, Urs Primas (Hg.): Morphologie von Stadtlandschaften. Geschichte, Analyse, Entwurf. Reimer Verlag, Berlin 2021. ISBN 978-3-496-01647-2.
- mit Philippe Koch, Simon Mühlebach (Hg.): Figurationen von Öffentlichkeit. Herausforderungen im Denken und Gestalten von öffentlichen Räumen. Triest Verlag, Zürich 2021. ISBN 978-3-03863-065-4.
- mit Anke Domschky, Simon Mühlebach, Urs Primas (Hg.): Stadtlandschaften verdichten. Strategien zur Erneuerung des baukulturellen Erbes der Nachkriegszeit. Triest Verlag, Zürich 2018. ISBN 978-3-03863-025-8.
- mit Philippe Koch, Andreas Jud (Hg.): Das Schaffhauser Haus. Wertschöpfung und Baukultur im Werkraum Schaffhausen. Edition Hochparterre, Zürich 2017. ISBN 978-3-909928-45-3.
- mit Andri Gerber, Holger Schurk, Roland Züger (Hg.): Methodenhandbuch für das Entwerfen in Architektur und Städtebau. Triest Verlag, Zürich 2017. ISBN 978-3-03863-020-3.
- mit Andri Gerber (Hg.): Stadt gibt es nicht! Unbestimmtheit als Programm in Architektur und Städtebau! DOM publishers, Berlin 2016. ISBN 978-3-86922-461-9.
- mit Moana Heussler und Peter Jenni (Hg.): Räumliche Leitbilder Erarbeiten. Ein Vademecum in 6 Phasen und mit 26 Fragen. Triest Verlag, Zürich 2016. ISBN 978-3-03863-016-6.
- mit Max Bosshard, Christoph Luchsinger, Urs Primas, Tom Weiss (Hg.): Zukunft Einfamilienhaus? / Detached Houses –  The Future? Niggli Verlag, Sulgen 2014. ISBN 978-3-7212-0830-6.
- Stadtlandschaften Entwerfen? Grenzen und Chancen der Planung im Spiegel der städtebaulichen Praxis. Transcript Verlag, Bielefeld 2011. ISBN 978-3-8376-1823-5 (Dissertation)

## Belege
1. ↑  ZHAW: ZHAW-Lehrpreis 2013 an Architektur-Dozenten, abgerufen am 24. April 2014
2. ↑  Thomas Sieverts, Stadtlandschaften entwerfen? Buchrezension zu Stefan Kuraths Doktorarbeit, in: Garten+Landschaft, Zeitschrift für Landschaftsarchitektur, Mai 2012, S. 34–37
3. ↑  Köbi Gantenbein, In: Hochparterre 4/2012, S. 62
4. ↑  Hartmut Leser, In: Geographica Helvetica, 67/1–2 (2012)
5. ↑  Christoph Mäckler, Wolfgang Sonne, Rudolf Scheuvens, Martin von Nedden, Tim von Winning, Hilmar von Lojewski, Christa Reicher, Andreas Quednau, Sabine Müller, Stefan Kurath: Zehn Experten über zehn Jahre Leipzig-Charta in der Stadt Bauwelt 17/2017, S. 12
6. ↑  Viamala Raststätte Thusis, in: 1000 x European Architecture, Braun Publishing, Salenstein, 2011
7. ↑  Emeline Curien (2015), Iseppi & Kurath, Pour une architecture politique, in: d’Architectures November/2014, Paris
8. ↑  Generation Grey Zone, in: Fourth Door Review, Number 8, 2009, S. 66–67

| Personendaten    | Personendaten                       |
| ---------------- | ----------------------------------- |
| NAME             | Kurath, Stefan                      |
| KURZBESCHREIBUNG | Schweizer Architekt und Stadtplaner |
| GEBURTSDATUM     | 29. Januar 1976                     |
| GEBURTSORT       | Thusis                              |